# Кубок Нордесте
Кубок Нордесте (порт. Copa do Nordeste de Futebol), також знаний як Чемпіонат Нордесте (порт. Campeonato do Nordeste) або Нордестао (Нордестан) (порт. Nordestão), дослівно перекладається як Кубок Північного Сходу — змагання, що розігрується між професійними футбольними клубами Північно-східного регіону Бразилії.
Названий одним з двох найважливіших регіональних чемпіонатів в країні, в перші роки Кубок Нордесте проводився з перервами. Вперше організований під назвою Північносхідного кубка у 1994 році, турнір безперервно проводився з 1997 по 2003 рік, в час, коли він був організований під егідою Бразильської конфедерації футболу. Потім, він знову не проводився в період з 2004 по 2012 рік, за винятком 2010 року. Знову в календар бразильського футболу Кубок був включений в 2013 році.
У 14 проведених розіграшах переможцями ставали 7 клубів. «Віторія» є найуспішнішим клубом з 5-ю титулами. «Спорт» ставав переможцем 3 рази.
Починаючи з розіграшу 2014 року володар Кубка Нордесте отримує місце в Південноамериканському кубку.

## Історія

### Початок
Турнір Жозе Америко де Алмейда Фільйо
Походження того, що тепер є Чемпіонатом Нордесте, сягає другого розіграшу Турніру Жозе Америко де Алмейда Фільйо, в якому брали участь чемпіони та віце-чемпіони шести північно-східних штатів: Алагоаса, Баїі, Параїби, Пернамбуку, Ріу-Гранді-ду-Норті і Сержипі, разом з «Волта-Редонда», запрошеним клубом зі штату Ріо-де-Жанейро. Першим переможцем турніру стала «Віторія», яка тепер є рекордсменом з п'ятьма перемогами в турнірі. Віце-чемпіоном того розіграшу стала «Америка» (Натал). КБФ не визнає перший розіграш Турніру Жозе Америко де Алмейда Фільйо, розіграний в 1975 році і виграний КРБ, в якому брали участь клуби тільки з трьох штатів. Так був проведений розіграш 1971 року, названий Північно-східним Кубком (Чашею) і також не визнаний офіційно головним керуючим футбольним органом Бразилії.
Після розіграшу 1976 року, Нордестао знову був проведений тільки в 1994 році, тепер вже під новим форматом і назвою — Кубок Нордесте. Він був проведений в штаті Алагоас, фінал був розіграний в столиці, Масейо, на стадіоні «Рей Пеле», між «Спортом» та КРБ. Після нічиєю 0-0 в основний час, команда з Пернамбуку стала переможцем у серії післяматчевих пенальті з рахунком 3-2.

### Організація під егідою КБФ
У 1997 турнір став організовуватися КБФ, а клуби потрапляли в нього з урахуванням їх заслуг: в ньому брали участь найкращі команди відповідних штатів. У перші два роки, переможець отримував місце в Кубку КОНМЕБОЛ наступного року. Груповий формат був скасований, і новий Кубок був розіграний в плей-оф. «Вікторія» пройшла весь турнір непереможеною, як і її суперник, «Баїя». Обидві команди зустрілися у фіналі, яким став першим з трьох, в якому зустрічалися обидві команди, чиє протистояння має назву «Ба-Ві». Перемогу із загальним рахунком 4-2 за підсумками двох зустрічей здобули «червоно-чорні», які вдруге стали переможцями турніру і вперше при новому форматі.
В 1998 році, з поверненням групового етапу, «Вікторія» знову вийшла в фінал. На цей раз її суперником стала «Америка» з Натала. Програвши в першому матчі 1-2, клуб з Ріу-Гранді-ду-Норті виграв у Наталі, з рахунком 3:1 і завоював титул.
У наступному році «Баїя» завершила груповий етап без поразок і пройшла у чвертьфіналі та півфіналі «Америку» (Натал) і АБС, відповідно. Її суперником у фіналі знову стала «Віторія», яка показала перевагу над іншими командами протягом турніру. Однак, вигравши в першому матчі 2-0 і програвши у матчі з мінімальним рахунком 0-1, «Віторія» стала першим триразовим володарем Кубка і першим дворазовим володарем Кубка під новим форматом
У своєму четвертому поспіль фіналі, в 2000 році, «Віторія» зустрілася з «Спортом», який до того мав найкращу статистику в розіграші. Після двох нічиїх з рахунком 2-2 переможець був визначений в серії післяматчевих пенальті. Ним став «Спорт»

### Найуспішніший регіональний турнір країни
У 2001 році була розроблена нова формула турніру, за якою всі 16 команд грали один з одним по одному матчу, і 4 кращі виходили у півфінал. Ця зміна викликала великий приплив інвестицій в турнір, і в той час у нього була найбільша глядацька аудиторія в країні. У двох розіграшах, у яких була використана система розіграшу з груповим етапом, як у 2000, кращі команди отримували місце в Кубку чемпіонів Бразилії.
«Баїя» перемогла «Форталезу», яка посіла 3-е місце, після чого вдруге у фіналі зустрілася з «Віторією», яка програла «триколірним» 1:3.
В 2002 році у фіналі зустрілися знову «Віторія» і «Баїя». У першому матчі «триколірні» здобули перемогу 3:1, і нічия 2:2 в матчі принесла «Баїї» другий поспіль титул.

### Скасування і відновлення
Після останнього розіграшу, який пройшов без багатьох кращих клубів регіону, і в якому переможцем в четвертий раз стала «Віторія», яка обіграла «Флуміненсе» (Фейра), турнір був скасований в 2004 році КБФ через відсутність дат у щорічному календарі, попри помітне зростання і важливість, які він завоював на внутрішній арені, хоча за контрактом існувала домовленість про проведення ще кількох розіграшів. Кілька з цих клубів подали в суд на керівний орган бразильського футболу і виграли справу. На початку 2010 року було укладено угоду про поновлення турніру з умовою припинення цього процесу. Угоду було прийнято, і, таким чином, Кубок повернувся 9 червня 2010 року.
Використовуючи переважно гравців з молодіжної команди, «Віторія» вийшла з другого місця в півфінал, а потім у фінал (що складався з одного матчу) проти новачка фінальних матчів АБС. Оскільки як АБС вийшов у плей-оф з першого місця, він проводив фінальний матч вдома, на «Фраскерані», в Наталі, але програв з рахунком 1-2 після голів «червоно-чорних». Таким чином, «Віторія» завоювала свій п'ятий Кубок.
Після двох років без розіграшу турніру, 13 вересня 2012 року, КБФ офіційно оголосила про повернення турніру з наступного року, з термінами проведення з січня по березень. З 2014 року переможець турніру отримує місце в Південноамериканському кубку того ж року.

## Система розіграшу
20 команд з дев'яти штатів поділяються на 5 груп по 4 команди. Груповий етап проходить у 2 кола, кожна команда проводить по 6 матчів в групі. Переможці своїх груп безпосередньо отримують місце у чвертьфіналі. 3 кращих клуби серед других місць приєднуються до командам-учасниць плей-оф. Починаючи зі стадії 1/4 фіналу ігри проходять у двоматчевому поєдинку аж до фіналу.

## Кількість команд по штатах
| Число команд | Федерація                 | Спосіб відбору                              |
| ------------ | ------------------------- | ------------------------------------------- |
| 3            | FBF (Баїя)                | 1-ша, 2-га і 3-тя команди Ліги Баїяно       |
| 3            | FPF (Пернамбуку)          | 1-ша, 2-га і 3-тя команди Ліги Пернамбукано |
| 2            | FCF (Сеара)               | 1-ша і 2-га команди Ліги Сеаренсе           |
| 2            | FAF (Алагоас)             | 1-ша і 2-га команди Ліги Алагоано           |
| 2            | FSF (Сержипі)             | 1-ша і 2-га команди Ліги Сержипану          |
| 2            | FPF (Параїба)             | 1-ша і 2-га команди Ліги Параїбану          |
| 2            | FNF (Ріу-Гранді-ду-Норті) | 1-ша і 2-га команди Ліги Потігуар           |
| 2            | FMF (Мараньян)            | 1-ша і 2-га команди Ліги Мараньєнсе         |
| 2            | FFP (Піауї)               | 1-ша і 2-га команди Ліги Піауїенсе          |

## Титули

### По клубах
| Клуб                          | Перемог                          | 2 місце              | 3 місце        | 4 місце        |
| ----------------------------- | -------------------------------- | -------------------- | -------------- | -------------- |
| Віторія                       | 5 (1976, 1997, 1999, 2003, 2010) | 3 (1998, 2000, 2002) | 0              | 0              |
| Спорт                         | 3 (1994, 2000, 2014)             | 1 (2001)             | 2 (1997, 1999) | 0              |
| Баїя                          | 2 (2001, 2002)                   | 2 (1997, 1999)       | 2 (1994, 1998) | 0              |
| Америка (Натал)               | 1 (1998)                         | 1 (1976)             | 0              | 1 (2003)       |
| КРБ                           | 1 (1975)                         | 1 (1994)             | 0              | 0              |
| Ітабаяна                      | 1 (1971)                         | 0                    | 0              | 0              |
| Кампіненсе                    | 1 (2013)                         | 0                    | 0              | 0              |
| АБС                           | 0                                | 1 (2010)             | 2 (1976, 2003) | 1 (1975)       |
| Ботафого (Жуан-Песоа)         | 0                                | 1 (1975)             | 0              | 2 (1976, 1998) |
| Сеара                         | 0                                | 1 (2014)             | 0              | 2 (1997, 2013) |
| Ферровіаріо                   | 0                                | 1 (1971)             | 0              | 0              |
| Флуміненсе (Фейра-ді-Сантана) | 0                                | 1 (2003)             | 0              | 0              |
| АСА                           | 0                                | 1 (2013)             | 0              | 0              |
| Наутіко                       | 0                                | 0                    | 2 (2001, 2002) | 0              |
| Трезі                         | 0                                | 0                    | 1 (1975)       | 1 (2010)       |
| ССА                           | 0                                | 0                    | 1 (2010)       | 1 (1999)       |
| Форталеза                     | 0                                | 0                    | 1 (2013)       | 1 (2001)       |
| Фламенго (Терезіна)           | 0                                | 0                    | 1 (1971)       | 0              |
| Сержипі                       | 0                                | 0                    | 1 (2000)       | 0              |
| Сампайо Корреа                | 0                                | 0                    | 0              | 1 (1971)       |
| Крузейро (Арапірака)          | 0                                | 0                    | 0              | 1 (1994)       |
| Посойнс                       | 0                                | 0                    | 0              | 1 (2000)       |
| Санта-Круж                    | 0                                | 0                    | 0              | 1 (2002)       |